# Таймасово
Тайма́сово, Тайма́с (баш. Таймаҫ) — село в Куюргазинском районе Башкортостана, входит в состав Таймасовского сельсовета.

## Географическое положение
Расстояние до:
- районного центра (Ермолаево): 33 км,
- центра сельсовета (Новотаймасово): 2 км,
- ближайшей ж/д станции (Кумертау): 26 км.

## История
По данным переписи 1816 г. по д. Таймас, Тунас Аккузин был дистанционным начальником 14-го класса 2-го отделения IX башкирского кантона (начальник Буранбай Буракаев), он отводил и приводил команды, т. е. башкирских конников с полным военным и продовольственным снаряжением, к р. Яик (Урал). Таймасово (Таймас) — коренная деревня Янсаринской тюбы Бурзянской волости. Деревня в первые в историографии упоминается в IX ревизии 1795 года, тогда в деревне было 21 дворов и проживала 160 жителей. X ревизия 1816 г.- 251 чел., в 1834 г. — 349 чел., 1850 г. — 504 чел., 1859 г. — 569 чел., 1900—933 чел; 1920—966; 1939—920; 1959—676; 1989—409; 2002—297 человек. В 1860-е годы из деревни бурзянского рода Верхнее Юлдашево (ныне Федоровский р-н) переселилось еще 86 мужчин и 65 женщин. В 1842 г. на 382 человека было засеяно 1648 пудов ярового хлеба. В Российской картографии дер. Таймас в первые появляется на Генеральной карте Оренбургского Края в 1854 г.http://www.etomesto.ru/map-orenburg_kray-1851-1854/ и на карте земель Оренбургского, Уральского и Башкирского казачьих войск 1858 г.http://www.etomesto.ru/map-orenburg_voysko/
По архивным и иным источникам жители нынешней дер. Таймасово (Таймас) в 1700 г. проживали возле озера Карагайское в местечке Уклы-Карагайлы (ныне Верхенеуральский р-н Челябинской обл.) на самых северных границах земель племени Бурзян того времени. Здесь в 1704 годы начались волнения местного населения в связи с тем, что, царское правительство захватывая их земли начало строить крепости Оренбургская экспедиция вдоль реки Яик (Урал). Когда начали преследовать и применять карательные меры к населению, 140 семей предков жителей нынешней д. Таймасово (Таймас) скрываясь от карателей скитались по Южному Уралу вплоть до конца 1780-х годов. Места их обитания: территория нынешнего Аргаяшского р-на Челябинской обл., в поймах рр. Уй, Миасс, Аргазы, возле озер Аргазы и Карагайское, около горы Уклы-Кая (в нынешнем Гафурийском р-не РБ, возле дд. Имендяш, Ташасты), возле д. Темясово и возле оз. Куш-куль, (ныне название оз. Куш-Куль отсутствует на карте края, предполагается ныне она называется оз. Талкас в Баймакском р-не РБ), в поймах р. Карагайлы (ныне в Бурзянском р-не РБ), возле горы Кунгак (ныне Мелеузовский р-н РБ), около нынешней д. Никитинка (местечко Эбиулган) Оренбургской обл., в верховьях речки Урай (местечко Курайлы-Муйыллы в сторону д. З.-Ишметово,), а также на месте, где была д. Андреевка ныне Куюргазинский район (возле речки Сарыелга).
Деревня Таймас (Таймасово) была сформирована в 1780-е годы как пограничная база по охране южных границ Российской империи вдоль р. Яик (Урал). Отводил и приводил команды с полным военным и продовольственным снаряжением на Оренбургскую пограничную линию вдоль р. Яик (Урал) житель деревни— чиновник 14-го класса, дистанционный начальник Тунас Аккузин (1770—1816).
Название деревни «Таймас» было избрано против воли его жителей в честь старшины табынского рода Таймаса Шаимова, несмотря на то, что к тому времени здесь проживала 100 % представители рода бурзян. К названию бурзянскую деревню именем старшины чужого рода предшествовала конфликтные ситуации еще в 1700—1740 годах между представителями рода табын и рода бурзян по земельным и иным вопросам. Как только в 1780-е годы детям Таймаса Шаимова за верную службу царю было доверено организация охраны южных границ Российской империи, дети Таймаса Шаимова воспользовались этой ситуацией и в отместку назвали деревню в честь своего деда Таймаса.
(Справочно: старшина Кара-Табынской волости Сибирской даруги Уфимского уезда, тархана Таймас Шаимов (последнее упоминание про него в историографии середина 1750 гг.) принимал активное участие в подавлении Башкирского восстания в 1735—40 годах, в начале 1700 годов разрешал царским властям на башкирских землях построить крепости: Верхояцкую, Миасскую, Челябинскую, Чебаркульскую, Еткульскую, Уклы-Карагайскую).
(Справочно: в составе 140 семей также были предки жителей нынешних деревень: Юлдаш Федоровского района, Н.Мутал, С.Мутал, В.Мутал Куюргазинского района, Туембет, Назаркино. частично д. Тавакан Кугарчинского района, Исангильды Александровского района, Кутлумбет Переволоцкого района Оренбургской обл., д. Таватай Альшеевского района, д. Бурзян Миякинского района, д. Дуртюли Давлекановского района).
Деревня Таймасово (Таймас) входила в 31-ю юрту 9-го кантона, с 1864 г.— уездный центр, 1919—1935 г.г. в составе Куюргазинской волости. 
Исторические личности
·        Ямат Бикаев (1685—1740) — один из руководителей башкирских восстаний. Царские власти обманным путем, якобы вести переговоры с казахским Жузом приглашают Алдар Исекеев, Ямата Бикаева и 9 башкирских старшин в Самару по прибытия их арестовывают и отправляют в Мензелинскую тюрьму и казнят 16 марта 1740 года. Прямыми потомками Ямата Бикаева, ныне проживающие в д. Таймасово, являются Яматовы, Султангареевы, Тунасовы, Бикмухаметовы.
·        Максют Утяганов (старшина) в ноябре 1773 г. наряду с другими старшинами края подписывает обращение организованный старшиной Тураем Ишалиным к православным и каргалинским татарам, что он «…готов изготовить для нынешней войны пушки и с каждого двора по одному казаку и со всеми ружьями затем, в нынешнюю пятницу в Уфу раззорять ехать намерение имеем…» (РГА, разд. Vl, д. 416, ч. l, отд.7,л.11).
·        Тунас Аккужин (Яматов) (1770—1816) — дистанционный начальник 14 класса.,
·        Бикмухамет Биккужин (Яматов) (1786—?) — старшина 31 отряда 9 башкирского кантона, Зауряд Есаул. Лишь в 1850 г. 64-летний старшина Бикмухамет осмелился в переписи записать, что он правнук Ямата Бикаева, то есть через 110 лет после казни дедушки.
·        Гумар Калкаманов (Араптанов) (1785—?) — зауряд есаул.
·        Ишмурат Качкильдинов (1789 — в 1850 году ему было 61 год) — зауряд есаул.
·        Габил Утяганов (1801—?) — зауряд хорунжий.
·        Валит Киекбаев (1761—1835) — указной мулла.
·        Юмагузя Бахтигареев-Султангареев (1781 — в 1850 году ему было 69 лет) — указной азанчи.
·        Мухаметсалих Биккузинов-Султангареев (1800 — в 1850 году ему было 50 лет) — урядник.
За годы Великой Отечественной войны 1941—1945 годов солдатскую шинель одели из деревни Таймасово 103 человек. Остались лежать на полях сражений 42 человека, из них 26 — пропали без вести, 61 фронтовик вернулся, многие из них — инвалидами, получив тяжелые ранения.

## Население
| 2002 | 2009 | 2010 |
| ---- | ---- | ---- |
| 297  | ↗342 | ↘313 |

Национальный состав
Согласно переписи 2002 года, преобладающая национальность — башкиры (97 %).

## Известные уроженцы, жители
- Искужин, Рудик Газизович — член Совета Федерации Российской Федерации.